# Hymenophyllum australe
Hymenophyllum australe är en hinnbräkenväxtart som beskrevs av Carl Ludwig Willdenow. Hymenophyllum australe ingår i släktet Hymenophyllum och familjen Hymenophyllaceae. Inga underarter finns listade.